# Белая крачка

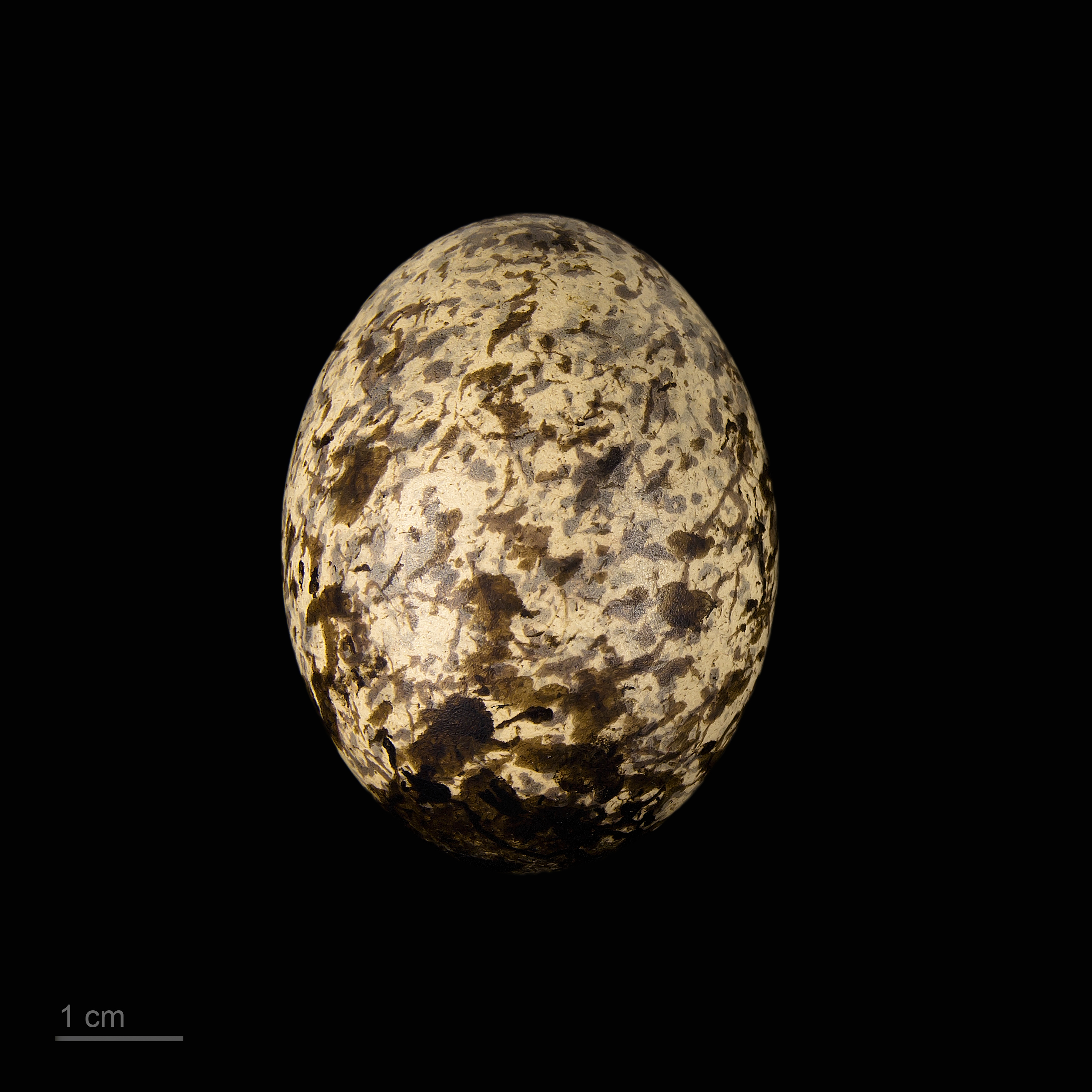
яйцо Gygis alba — Тулузский музеум

Бе́лая кра́чка (лат. Gygis alba) — вид птиц из семейства чайковых (Laridae), единственный в роде белых крачек (Gygis).

## Описание
Белая крачка имеет серебристо-белое оперение, чёрные глаза, чёрные лапы с беловато-жёлтыми перепонками и тёмно-голубой клюв. Длина птицы около 30 см.

## Питание
Питается мелкой рыбой, кальмарами, которых вылавливает в море. Одновременно может удержать в клюве до шести рыб, которых приносит затем своим птенцам.

## Размножение
Белая крачка моногамна, гнездится на островах с древесной растительностью. Гнездо не строит. Своё единственное яйцо желтоватого цвета самка высиживает на уступе скалы или на горизонтальной ветке дерева. Опорой для яйца служит небольшая развилка, выступающий сучок или просто неровность коры. Насиживание продолжается 5 недель. Птенец в белом пуху имеет цепкие лапки и острые когти, так что даже может висеть на ветке вниз головой.

## Местообитание
Распространена в тропическом и субтропическом поясах Мирового океана, прежде всего на небольших островах южнее экватора.

## Классификация и ареал
Международный союз орнитологов выделяет 4 подвида:
- Gygis alba alba (Sparrman, 1786) — тропические острова Атлантического океана (о. Вознесения, о. Святой Елены, о. Триндади)
- Gygis alba candida (J. F. Gmelin, 1789) — от Сейшельских и Маскаренских островов до островов центральной части Тихого океана (за исключением ареала двух следующих подвидов)
- Gygis alba leucopes Holyoak & Thibault, 1976 — острова Лайн, Маркизские и Феникс
- Gygis alba microrhyncha H. Saunders, 1876 — острова Питкэрн

Ранее подвиду G. a. microrhyncha часть систематиков повышала ранг до вида.